# Karl Herrmann (Historiker)

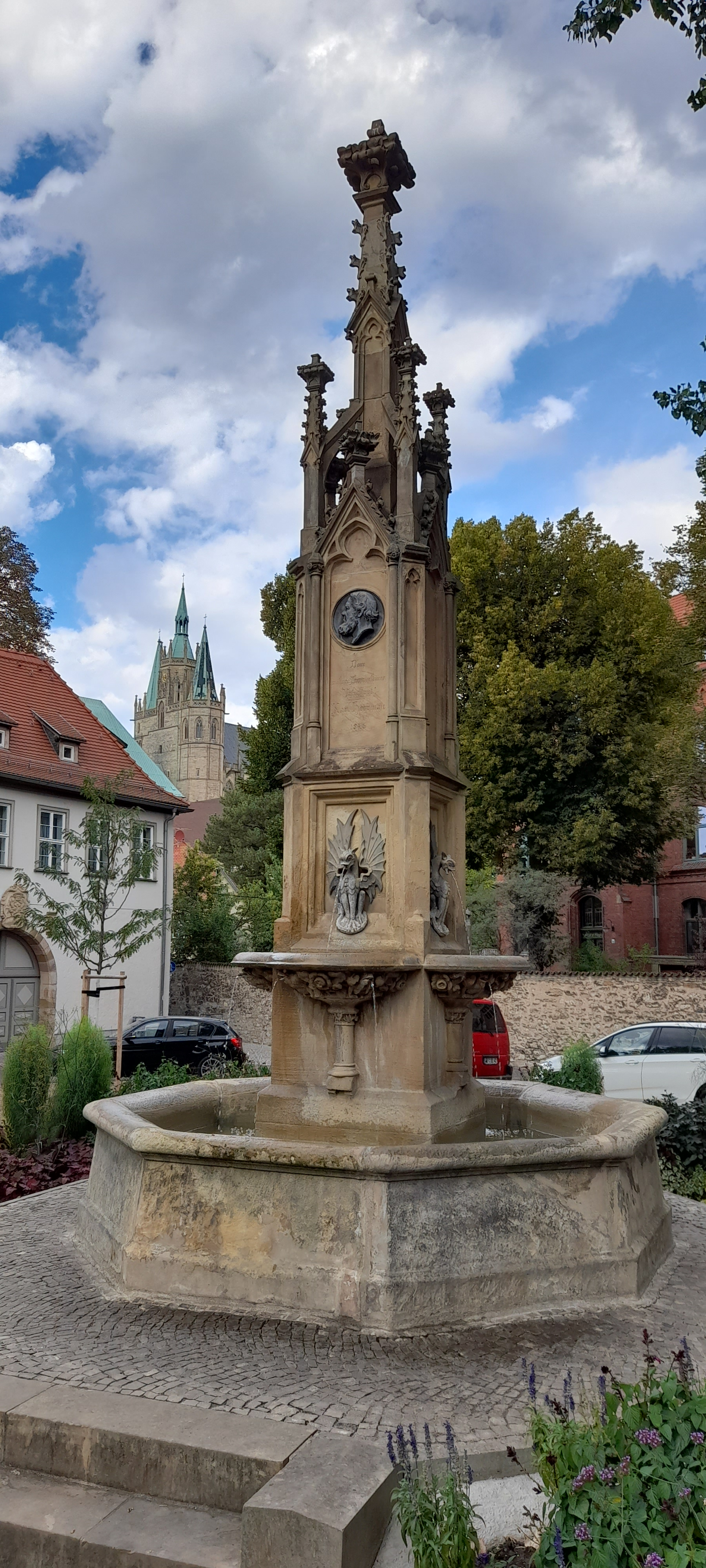
Herrmanns-Denkmal auf dem Herrmannsplatz in Erfurt (2022)

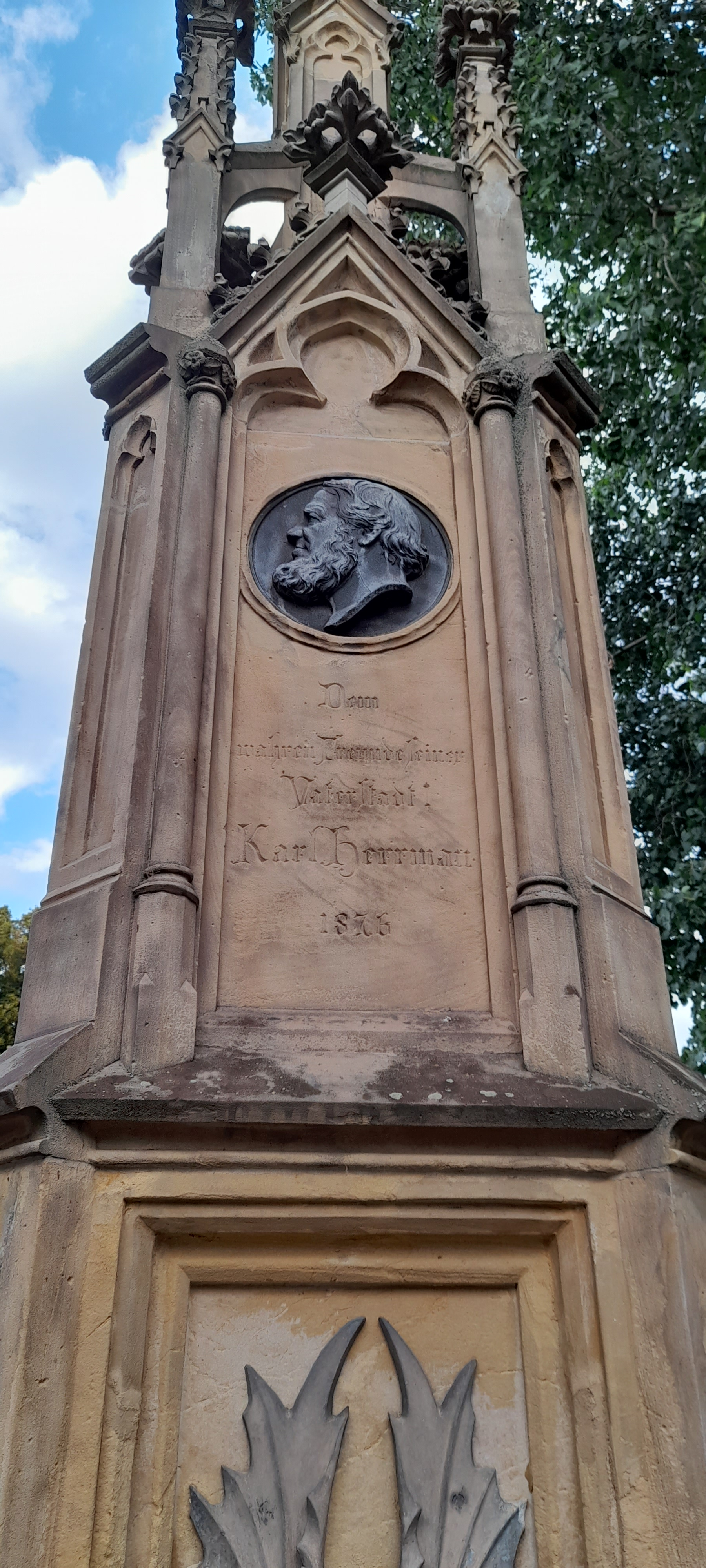
Medaillon mit Inschrift am Herrmanns-Denkmal

Karl Herrmann (* 24. September 1797 in Erfurt; † 24. Oktober 1874) war ein deutscher Kaufmann, Historiker und Geograph.

## Leben
Herrmann stammte aus einer Bürgerfamilie, die von Altenburg nach Erfurt gezogen war. Er verlor bereits früh (1812/13) seine Eltern, die in Erfurt eine Materialwarenhandlung betrieben. 1814 zog er als Volontär nach Nürnberg, wo er den Sohn des Hofrates Zacharias Becker aus Gotha kennenlernte. 1821 übernahm er die elterlichen Geschäfte in Erfurt und das stattliche Vermögen von über 17.000 Taler.
Da ihn das Berufsleben als Kaufmann nicht ausfüllte, wurde Herrmann politisch tätig. Er ließ sich in den Erfurter Stadtrat wählen und wurde 1847 Abgeordneter des Preußischen Vereinigten Landtags in Berlin. Als Stadtrat engagierte er sich vor allem für den Eisenbahnanschluss von Erfurt und förderte die Gründung des Stadtarchivs. Er nutzte die Archivalien, um mehrere historische und geographische Publikationen über Erfurt zu verfassen. Er gilt zugleich als Gründer des Vereins für die Geschichte und Altertumskunde von Erfurt 1863. Ferner engagierte er sich zusammen mit anderen bürgerlichen Honoratioren erfolgreich im „Verein für die Verlegung des deutschen Parlaments nach Erfurt“, der daran mitwirkte, dass das Erfurter Unionsparlament 1850 in der preußischen Festungsstadt tagte.
Dem Andenken an Herrmann ist der Herrmannsbrunnen von Georg Kugel gewidmet, der 1875 auf dem Erfurter Rossmarkt eingeweiht wurde. Ab jetzt hieß dieser Herrmannsplatz.